# Fédération des Bourses du travail
La Fédération des Bourses du travail de France et des colonies est une organisation syndicale française fondée en 1892.
La Fédération préconise l'action directe pour instaurer un système économique plus équitable. Elle prône l’émancipation des travailleurs par eux-mêmes, par l’élévation de leur niveau autant économique, que moral, intellectuel ou scientifique.
En 1895, de son union, à son initiative, avec la Fédération nationale des syndicats naît la Confédération générale du travail (CGT).
Son principal animateur est Fernand Pelloutier.

## Éléments historiques
Sur la proposition de la Bourse de Paris, le congrès fondateur de la Fédération se tient, les 7 et 8 février 1892 à Saint-Étienne,
Dix Bourses du Travail sont représentées : Paris, Lyon, Toulouse, Bordeaux, Saint-Étienne, Nîmes, Toulon, Montpellier, Cholet, Béziers. Les Bourses de Marseille, Sète, Nice, Roanne et Le Cergne n'ont pas envoyé de délégués pour cause de manque de fonds.
Rapidement, la Fédération des Bourses du travail est massivement investie par les syndicalistes révolutionnaires.

## Secrétaire général
- 1892 : Bernard Besset[11]
- 1893 : Rieul Cordier[12]
- 1895 : Fernand Pelloutier[13],[14]
- 1901-1914 : Georges Yvetot[15]

### Sources primaires
- Rapport sur les travaux du comité fédéral pendant l'exercice 1901-1902 présenté au Xe Congrès national des bourses du travail qui sera tenu à Alger du 15 au 19 septembre 1902, 1902,[lire en ligne].
- Congrès national des bourses du travail de France et des colonies, Xe Congrès national des bourses du travail de France et des colonies tenu à Alger les 15, 16, 17 et 18 septembre 1902, [lire en ligne].
- Fernand Pelloutier, Histoire des bourses du travail : origine, institutions, avenir, 1921, (ouvrage posthume), Paris, Alfred Costes Éditeur, [lire en ligne] ; Réédition Phénix éditions, coll. bibliothèque libertaire & anarchiste, 2001, 340 p.  (ISBN 2-7458-0671-8).
  - Statuts de la Fédération des Bourses du Travail de France et des Colonies, [lire en ligne].